# Epuraea melanocephala
Epuraea melanocephala är en skalbaggsart som först beskrevs av Thomas Marsham 1802.  Epuraea melanocephala ingår i släktet Epuraea, och familjen glansbaggar. Arten är reproducerande i Sverige.